# Fényes Samu
Fényes Samu, 1881-ig Feierlicht Salamon (Tállya, 1862. szeptember 28. – Bécs, 1937. augusztus 28.) magyar író, újságíró, filozófus, ügyvéd.

## Életútja
Feierlicht Joel és Gutman Betti fia. A budapesti egyetemen jogtudományi karán végzett. Ügyvédi vizsgájának megszerzése után Kassán telepedett le, s ott ügyvédi tevékenységet folytatott. 1907-ben Budapestre költözött, 1908-ban megalapította az Úttörő című hetilapot, majd 1911-ben az Úttörő Társaságot, ez utóbbinak szervezésében ezernél több tudományos ismeretterjesztő előadást tartott. Előadásaiban a monizmust igyekezett népszerűsíteni. Megválasztották a Szabadgondolkodók Magyarországi Egyesületének elnökévé.
A bécsi Zentralfriedhofban helyezték végső nyugalomra.

## Magánélete
Házastársa Weisz Ignác Leó fakereskedő és Fuchs Rézi lánya, Eszti Etelka volt, akit 1891. június 16-án Kassán vett nőül.

## Munkássága
Színműveit Kassán és Budapesten mutatták be, Kassai asszonyok és Mátyás című darabjai sokáig szerepeltek a színházak repertoárjában. Elsőként fordította le Friedrich Nietzsche Zarathustráját (1907). A magyar kommün bukása után börtönbe került, szabadulása után (1920) Bécsbe emigrált. Bécsben 1923-27 közt kiadta és szerkesztette Diogenes című lapját, melyben József Attilától is több verset megjelentetett.
1933-1937-ig bukaresti hatósági engedéllyel szerkesztette egyszemélyes lapját, az Új Magyarokat, ebben erőteljesen bírálta a nemzetiszocializmus eszméit és a magyarországi Horthy-rendszert. Közölte saját filozófiai, politológiai és szépirodalmi munkáit és közölt jeles kortárs íróktól is. Pártoknak nem volt tagja, polgári radikális gondolkodó volt, a nemzetiszocializmus eszméinek előre törése azonban egyre inkább baloldali gondolkodásúvá tette.

## Művei
- Jogfejlődés : társadalombölcseleti tanulmány. Kassa, 1893. 121 p.
- Kurucz Feja Dávid. Történeti színmű; Lampel, Budapest, 1902 (Fővárosi színházak műsora)
- Messiás. Korrajz; Lampel, Budapest, 1903 (Fővárosi színházak műsora)
- Bacsányi. Színmű; Lampel, Budapest, 1903
- Egyelvü világszemlélet. Népies monista előadások; Vass J., Budapest, 1906
- Nietzsche, Friedrich Wilhelm (1844-1900): Also sprach Zarathustra (magyar) Zarathustra : mindenkinek és senkinek se való könyv / írta Nietzsche Frigyes ; fordította Fényes Samu. Budapest, 1907. 414 p.
- Ártatlanok. Színmű; Uránia Ny., Budapest, 1908
- A bálvány. Rapszódiák; Deutsch, Budapest, 1909
- Az Áchim-per. Fellebbezés a közönséghez; Tevan Ny., Békéscsaba, 1911
- Háborús jegyzetek; Dick, Budapest, 1916
- Mátyás. Dráma; Színházi Élet, Budapest, 1918
- Jidli első változása; Halm und Goldmann, Wien, 1922 (németül is)
- Jidli második változása. Regény. 2. r.; szerzői, Wien, 1929 (Fényes Samu válogatott munkái)
- Meghibbant világ. Regény; szerzői, Wien, 1929 (Fényes Samu válogatott munkái)
- Levelek a páromhoz; szerzői, Wien, 1930 (Fényes Samu válogatott munkái)
- Karattyói legenda. Regény; szerzői, Wien, 1930 (Fényes Samu válogatott munkái)
- Komédiák. Csöppség, Mirákula, stb.; szerzői, Wien, 1930 (Fényes Samu válogatott munkái)
- Tragédiák. Kuruc Feja Dávid, Bacsányi, stb.; szerzői, Wien, 1930 (Fényes Samu válogatott munkái)
- Mindenféle komédiák. Legendák; szerzői, Wien, 1930 (Fényes Samu válogatott munkái)
- A magyar revízió politikai, történelmi és gazdasági megvilágításban; Új Magyarok, Bukarest, 1935 (angolul, románul is)
- Ungaria revizionista / Fényes Samu ; in romaneste de Ilie Daianu & Leontin Iliescu. 4. ed. Bucuresti : Eccelsior, [19??]. 175 p. (Újra közreadva 1988-ban angol nyelven).
- Agrárszociológiai írások Magyarországon : 1900-1945 / [vál., a bevezető tanulmányt írta és jegyzetekkel ellátta Tóth Pál Péter. Budapest] : Kossuth Könyvkiadó, 1984. 435 p. (Szerzők közt Erdei Ferenc, Fényes Samu, Illyés Gyula, Bözödi György, stb.)[6]